# Yucca Ranch
Pour les articles homonymes, voir Splendide.
Yucca Ranch, de son titre original Le Splendide cavalier, est la deuxième histoire de la série Jerry Spring de Jijé, sur un scénario de Rosy. Elle est publiée pour la première fois du no 850 au no 867 du journal Spirou. Elle est ensuite éditée en album aux éditions Dupuis en 1955. La version actuellement disponible a été restaurée avant sa republication dans Spirou en 1985 (l'histoire complète en pages centrales du no 2475) : nouvelle mise en couleurs, et lettrage entièrement refait. À cette occasion, la ponctuation des dialogues a été considérablement allégée et telle ou telle répétition de mot en a été supprimée. Cette version restaurée a été rééditée en album en 1988 dans la collection normale, puis en 1992 dans le volume Tout Jijé 1954-1955.

## Univers

### Synopsis
Dans une région désertique du sud-ouest des États-Unis, la famille Fenton exploite péniblement le Yucca-Ranch, qui permet tout juste à la famille de survivre. Le père, Rudy Fenton, est veuf et exploite le domaine avec l'aide de sa fille Martha et de son jeune fils Bill. Traversant par hasard la région, Jerry Spring et son ami Pancho tombent en plein drame : Martha Fenton a été enlevée par des bandits qui réclament une forte somme pour sa libération. Le vieux Rudy a dû emprunter l'argent de la rançon à son beau-frère, un ancien officier de l'armée, le major Thomas Peeters. Mais les bandits ont gardé l'argent sans pour autant libérer Martha, et le père Fenton n'a plus d'autre choix que de vendre son ranch.
Jerry Spring et Pancho, qui ont décidé d'aider la famille Fenton, commencent à fouiller la prairie pour tenter de retrouver la trace de Martha et de ses ravisseurs. Jerry découvre un vieux pueblo indien niché au creux d'une mesa. C'est là qu'est retenue Martha Fenton, prisonnière au fond d'une ancienne kiva. Jerry et Martha parviennent à s'échapper, mais ils arrivent trop tard pour sauver le ranch : Rudy Fenton, désespéré, l'a déjà vendu pour remettre la rançon aux bandits.
À nouveau réunie mais désormais ruinée, la famille Fenton décide de quitter la région pour tenter sa chance en Californie. Jerry, Pancho, ainsi que le major Peeters les accompagnent pour ce long et périlleux voyage. En cours de route, ils sont prévenus par une patrouille de cavalerie que la région traversée est rendue dangereuse par des groupes d'Indiens en révolte. Ils décident malgré tout de poursuivre en empruntant une piste conseillée par Pancho qui, ayant du sang navajo dans les veines, connait bien la région. Le vieux Rudy et son fils Bill sont cependant réticents : ils n'ont pas confiance en Pancho, et cette méfiance s'accentue lorsque Bill vient rapporter qu'il a surpris Pancho en train de palabrer amicalement avec un groupe d'Indiens.
Le petit convoi est bientôt attaqué par une bande de Kiowas en maraude, menés par le chef Loup Gris. Ayant réussi à repousser le premier assaut, les colons décident de poursuivre leur route en abandonnant leurs chariots et leur bétail. Pancho, jugeant l'entreprise suicidaire, disparait dans la nature en abandonnant le convoi à son sort. Épuisés, à bout de forces, les Fenton sont bientôt rattrapés et capturés par une autre troupe d'Indiens, des Navajos cette fois, avec à leur tête Pancho lui-même, qui les a trahis ! Prisonniers, ils sont convoyés jusqu'au territoire navajo mais là, à leur grande surprise, ils sont libérés et retrouvent les chariots et le bétail abandonnés deux jours plus tôt. Pancho leur explique qu'il a monté toute cette opération avec la complicité de ses amis Navajos, dont le chef est son frère de sang, car c'était le seul moyen de leur faire traverser le territoire kiowa sans encombre.
Au cours de la dernière soirée autour du feu de camp, les Navajos font leurs adieux aux visages pâles, mais un vieux guerrier, N'à-Qu'un-Œil, conserve une étrange attitude en présence du major Peeters. Le lendemain, Jerry et Pancho quittent la famille Fenton, à présent hors de danger, mais avant de reprendre le chemin du retour, ils rattrapent les Navajos pour interroger le vieux guerrier qui a intrigué Jerry la veille au soir. L'Indien, peu bavard, finit par avouer qu'il a connu le major Peeters jadis, et qu'il l'a même tué de sa main lors d'un combat loyal. Le beau-frère de Rudy Fenton n'est donc pas celui qu'il prétend être.
Douze jours plus tard, après avoir à nouveau échappé de justesse aux Kiowas, Jerry et Pancho sont de retour à Yucca-Ranch, dans l'espoir d'élucider le mystère. Ils tombent en pleine discussion orageuse entre les deux bandits qui avaient enlevé Martha et un inconnu du nom d'Elkins. Menacé, Elkins, qui n'est autre que le faux major Peeters dépouillé de son déguisement, finit par avouer à ses anciens complices qu'il a manigancé tout ça pour s'approprier le ranch, dont le sous-sol recèle un gisement de pétrole ! Avant d'être arrêté, l'un des bandits a le temps de tirer sur Elkins, le blessant mortellement. Avant de mourir, il a le temps de décharger sa conscience en avouant ses forfaits à Jerry Spring. Ancien officier d'ordonnance du major Peeters, il a usurpé son identité après sa mort et a réussi à se faire passer pour lui auprès de la famille Fenton. Il a ensuite engagé les deux malfrats pour s'approprier le ranch et son pétrole.
Après la mort d'Elkins, Jerry télégraphie la nouvelle aux Fenton, avant de repartir à l'aventure en compagnie de Pancho.

### Personnages
Jerry Spring : le principal héros de l'histoire. Jeune homme aux allures de cow-boy, monté sur un magnifique cheval nommé Ruby, qui n'accepte aucun autre cavalier que lui. Courageux, loyal, fidèle en amitié, il est toujours près à redresser les torts et à se porter à l'aide de qui en éprouve le besoin.
Pancho dit El Panchito : mexicain rondouillard, il est l'ami indéfectible de Jerry Spring. On découvre dans cet épisode qu'il a aussi du sang indien dans les veines et qu'il est le frère de sang d'un chef de tribu navajo. Il aime l'aventure et les vagabondages, mais aussi la guitare, la sieste, la tequila et les jeunes señoritas.
Rudolph "Rudy" Fenton : vieil homme un peu désabusé, usé par la vie, propriétaire du Yucca-Ranch. 
Martha Fenton : la fille de Rudy Fenton. Jeune femme au caractère bien trempé.
William "Billy" Fenton : le fils de Rudy Fenton. Jeune homme courageux, aux idées un peu courtes.
Major Thomas Peeters, alias Elkins : ancien officier, beau-frère de Rudy Fenton à qui il rend bien des services en apparence désintéressés. Mais les apparences sont parfois trompeuses.
L'Opossum : chef d'une tribu d'Indiens navajos. Il est le frère de sang de Pancho.
N'a-qu'un-œil : vieux guerrier navajo, borgne, survivant de cent combats, à la mémoire intacte.